# الزراعة في البرتغال

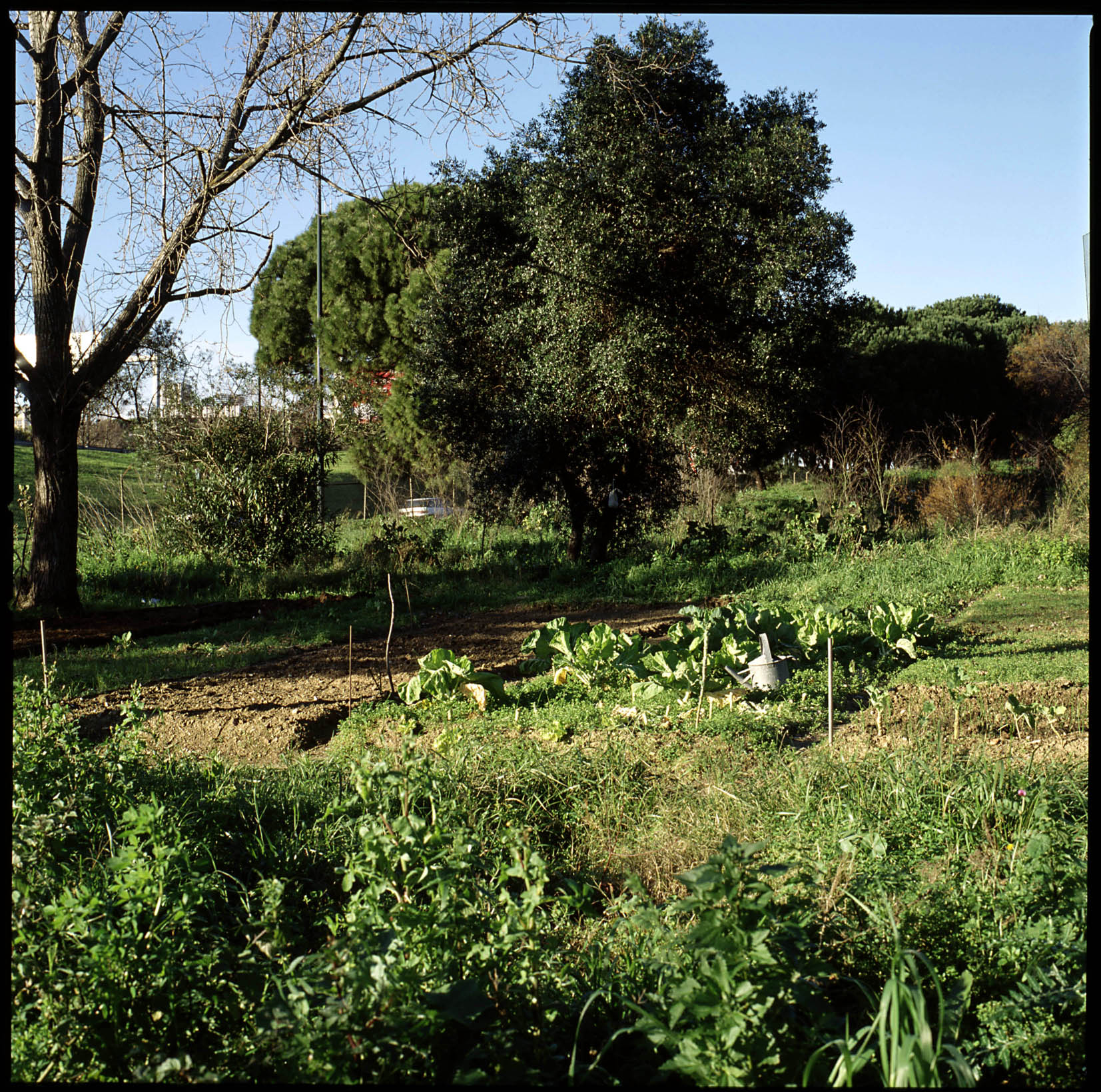
الزراعة في البرتغال: التأثير الحضري على الزراعة العائلية في حي إنكارناساو في لشبونة

تعتمد الزراعة في البرتغال على وحدات متفرقة صغيرة إلى متوسطة الحجم مملوكة للعائلات؛ ومع ذلك، يشتمل القطاع أيضًا على أعمال زراعية كثيفة واسعة النطاق تركز على التصدير وتدعمها شركات (مثل فيتاكريس التابعة لمجموعة غروبو رار وسوفينا ولاكتوغال وفال دا روزا وكامبانيا لاس ديزيرياس وفالورو). وقد بدأت التنظيمات التعاونية تكتسب أهمية أكبر مع تزايد العولمة. تنتج البرتغال مجموعة واسعة من المنتجات، بما في ذلك الخضروات الخضراء والأرز والذرة والقمح والشعير والزيتون والبذور الزيتية والمكسرات والكرز والتوت الأزرق وعنب المائدة والفطر الصالح للأكل. لعبت الغابات أيضًا دورًا اقتصاديًا مهمًا في المجتمعات الريفية والصناعة (خاصة صناعة الورق التي تشمل مجموعة بورتوسيل سوبورسيل، وصناعة الخشب المعالج التي تشمل معمل سوناي للصناعة، وصناعة الأثاث التي تتضمن العديد من مصانع التصنيع في وحول باكوس دي فيريرا، التي تشكل محور العمليات الصناعية الرئيسية لشركة إيكيا في البرتغال). في عام 2013، شكل إجمالي الإنتاج الزراعي 2.4% من الناتج المحلي الإجمالي. البرتغال هي أكبر منتج في العالم لكل من الفلين والخروب، وتأتي في المرتبة الثالثة عالميًا في تصدير الكستناء والثالثة أوروبيًا في إنتاج اللب. تعد البرتغال من بين أكبر عشرة منتجين لزيت الزيتون في العالم والرابع عالميًا في تصديره. كما تعتبر من بين أكبر مصدري النبيذ في العالم، وهي معروفة بنبيذها الفاخر. تبلغ مساحة الأراضي الزراعية ما يزيد قليلًا عن 9.2 مليون هكتار، وصنفت على النحو التالي (الواحدة بالآلاف من الهكتارات): 2755 أراض زراعية ومحاصيل دائمة (بما في ذلك 710 محاصيل دائمة)، 530 مرعى دائم، 3640 غابات وأراضي حرجية، و2270 أراضي أخرى.

## التاريخ
في عام 1990، وظفت الزراعة، الغابات، والصيد 17.8% من القوى العاملة في البرتغال لكنها شكلت فقط 6.2% من الناتج المحلي الإجمالي. باستثناء التربة الغرينية في وادي نهر تاجة والأجزاء المروية من منطقة ألنتيجو، كانت إنتاجية المحاصيل والحيوانات أقل بكثير من مثيلاتها لدى الدول الأعضاء الأخرى في المجموعة الاقتصادية الأوروبية (إي سي). شكل العجز الغذائي الزراعي للبرتغال (الذي يعزى أساسًا لاستيراد الحبوب وبذور الزيت واللحوم) حوالي 2.5% من الناتج المحلي الإجمالي، لكن فائضها في منتجات الغابات (الخشب، الفلين، ولب الورق) عوض هذا العجز الغذائي.
كان الأداء الزراعي للبرتغال عمومًا غير ملائم بالنظر إلى مواردها الطبيعية وظروفها المناخية. كانت إنتاجية الزراعة (إجمالي إنتاج المزرعة لكل شخص موظف) أقل بكثير من مثيلتها في الدول الأوروبية الغربية الأخرى في عام 1985، حيث بلغت نصف مستويات الإنتاج في اليونان وإسبانيا وربع متوسط المجموعة الاقتصادية الأوروبية.
ساهمت عدة عوامل في ضعف الأداء الزراعي للبرتغال. أولًا، كان مستوى الاستثمار في الزراعة منخفضًا للغاية تقليديًا. عدد الجرارات وكمية الأسمدة المستخدمة لكل وحدة مساحة كان ثلث متوسط المجموعة الأوروبية في منتصف الثمانينيات. ثانيًا، كانت المزارع في الشمال صغيرة ومتفرقة؛ نصفها كان أقل من هكتار واحد، و86% منها أقل من خمسة هكتارات. ثالثًا، لم تتمكن المزارع الجماعية التي أُنشئت في الجنوب بعد مصادرات 1974–1975 في أعقاب الانقلاب العسكري في 25 أبريل 1974، من التحديث وتراجعت كفاءتها. رابعًا، ارتبط ضعف الإنتاجية بمستوى التعليم المنخفض للمزارعين. أخيرًا، كانت قنوات التوزيع والبنية التحتية الاقتصادية غير كافية في أجزاء من البلاد. ووفقًا لتقديرات الحكومة، تم احتلال حوالي 9000 كم² (2,200,000 فدان) من الأراضي الزراعية بين أبريل 1974 وديسمبر 1975 باسم الإصلاح الزراعي؛ واعتُبرت حوالي 32% من هذه الاحتلالات غير قانونية. في يناير 1976، تعهدت الحكومة بإعادة الأراضي التي احتُلت بشكل غير قانوني إلى أصحابها، وفي عام 1977، أصدرت قانون مراجعة الإصلاح الزراعي. وبدأت إعادة الأراضي التي احتُلت بشكل غير قانوني في عام 1978.
بعد انضمامها إلى المجموعة الاقتصادية الأوروبية (إي إي سي)، وهي الآن الاتحاد الأوروبي (إي يو)، في عام 1986، تأثرت الزراعة في البرتغال، كما في الدول الأعضاء الأخرى في الاتحاد الأوروبي، بشدة بسياسة الزراعة المشتركة (سي بّي إيه). ومع إصلاح سي إيه بّي، أدى الانخفاض الكبير في عدد المنتجين من خلال التوحيد (خاصة في منطقتي الشمال والوسط) إلى نهاية الزراعة التقليدية القائمة على الكفاف.
في عام 1998، تم اعتبار 28% من الأراضي قابلة للزراعة. من بين 26 ألف كم² (7 مليون فدان)، كانت 74% مزروعة بمحاصيل موسمية و26% محاصيل دائمة. في عام 2001، شكل إجمالي الإنتاج الزراعي 4% من الناتج المحلي الإجمالي. في عام 1999، أنتجت البرتغال 949,117 طن من البطاطس (389,800 طن في 2012)؛ 1,151,526 طن من الطماطم (1,392,700 طن في 2012)؛ 15,766 طن من البطاطا الحلوة (20 ألف طن في 2012)؛ 373,131 طن من القمح (59 ألف طن في 2012)؛ 333 ألف طن من الزيتون (627 ألف طن في 2013)؛ 151,650 طن من الأرز (184,100 طن في 2012)؛ 215,337 طن من البرتقال (183,400 طن في 2012). يعد النبيذ، وخاصة بورت وماديرا من منطقة دورو وجزر ماديرا، أحد الصادرات الزراعية المهمة؛ حيث بلغ إنتاجه 679 ألف طن في 1999، انخفاضًا من 1,137,000 طن في 1990. تعد البرتغال، اعتبارًا من عام 2013، عاشر أكبر منتج للنبيذ في العالم، على الرغم من أن نبيذ البرتغال ما يزال غير معروف دوليًا باستثناء بورت وروزيه. تحت تأثير سياسات الاتحاد الأوروبي، تقلصت مساحات الكروم في السنوات الأخيرة. في عام 2012، بلغ العجز الغذائي (الواردات الغذائية مطروحًا منها الصادرات الغذائية) 3.33 مليار دولار.